# فراینهاگن (تورینگن)
فراینهاگن (به آلمانی: Freienhagen) یک شهر در آلمان است که در آیشسفلد واقع شده‌است. فراینهاگن ۲۹۰ نفر جمعیت دارد.